# Handel György
Handel György (Budapest, 1959. március 20. – 2021. január 16.) válogatott labdarúgó, középpályás, csatár.

## Pályafutása

### Klubcsapatokban
A pályafutása során 186 NB I-es mérkőzésén 39 gólt lőtt.

#### MTK-VM
1980 és 1984 között játszott az MTK-VM-ben, 108 bajnoki mérkőzésen 32 gólt lőtt. Az 1981–1982-es idényben bajnok és gólkirály (21 gól) volt a Magyar labdarúgó-bajnokság másodosztályának középcsoportjában.

#### Málta
A magyarországi pályafutása után éveken át Máltán játszott.
1991-ben a St. Andrews FC játékosa lett két idényre. Ezután a Nadur Youngsters FC-hez igazolt, ahol két idény alatt 43 gólt lőtt Itt a klub történetének egyik legjobb játékosaként tartották számon.
Később az Oratory Youths FC-ben, a Gozo FC-ben, a Lija Athletic FC-ben és a Qormi FC-ben is szerepelt.

### A válogatottban
1987-ben egy alkalommal szerepelt a válogatottban a Lengyelország elleni Eb-selejtezőn.

## Sikerei, díjai
MTK-VM
- Magyar kupa
  - 3.: 1982

## Statisztika

### Mérkőzése a válogatottban
| Magyarország | Magyarország         | Magyarország         | Magyarország  | Magyarország | Magyarország | Magyarország | Magyarország | Magyarország |
| #            | Dátum                | Helyszín             | Hazai         | Eredmény     | Vendég       | Kiírás       | Gólok        | Esemény      |
| ------------ | -------------------- | -------------------- | ------------- | ------------ | ------------ | ------------ | ------------ | ------------ |
| 1.           | 1987. szeptember 23. | Varsó, Legia-stadion | Lengyelország | 3 – 2        | Magyarország | Eb-selejtező | -            | 81'          |
|              | Összesen             |                      |               | 1            | mérkőzés     |              | 0            | gól          |